# チャド・エヴェレット
チャド・エヴェレット（Chad Everett,  1937年6月11日 - 2012年7月24日）は、アメリカ合衆国の俳優である。妻は女優のシェルビー・グラント。

## 来歴
1937年、インディアナ州のサウスベンドに生まれる。父親は自動車部品のセールスマンで、レーシングドライバーでもあった。高校時代はフットボールに励む傍ら、14歳で演劇をスタート。その後はデトロイトにあるウェイン州立大学へ進学し、演劇の学士を取得している。
1960年にテレビドラマ『ブロンコ』でプロデビュー。翌年には映画『Claudelle Inglish』で準主役で出演し、それ以降はコンスタントに様々な作品へ出演してキャリアを構築した。1969年にテレビシリーズ『外科医ギャノン』のレギュラーとして出演して人気を博し、役者としての地位を確固たるものにしている。同シリーズは1976年まで続き、エヴェレット自身も通算して170エピソードに出演した。1980年代以降も精力的に俳優活動を続け、ガス・ヴァン・サント監督がヒッチコック監督の同名映画をリメイクした『サイコ』や、デヴィッド・リンチ監督の『マルホランド・ドライブ』などの作品にもクレジットされている。

### 死去
2012年、カリフォルニア州のロサンゼルスにて肺癌のため死去。75歳だった。

## 出演作品

### 映画
- Claudelle Inglish (1961)
- 恋愛専科 Rome Adventure (1962)
- チャップマン報告 The Chapman Report (1962)
- クレイジー・ジャンボリー Get Yourself a College Girl (1964)
- グランド・ホテル Grand Hotel (1964) ※テレビ映画
- メイド・イン・パリ Made in Paris (1966)
- 歌え! ドミニク The Singing Nun (1966)
- Johnny Tiger (1966)
- 体当たり決死隊 First to Fight (1967)
- ガンファイターが帰ってきた Return of the Gunfighter (1967)
- レッド・リバーのガンマン The Last Challenge (1967)
- 素敵な年頃 The Impossible Years (1968)
- Journey to Midnight (1968)
- 真夜中の放火魔 The Firechasers (1971)
- The Intruder Within (1981) ※テレビ映画
- Mistress of Paradise (1981) ※テレビ映画
- フライングハイ2/危険がいっぱい月への旅 Airplane II: The Sequel (1982)
- マリブ Malibu (1983) ※テレビ映画
- ザ・ギャンブラー Fever Pitch (1985)
- ウルトラマンUSA Ultraman: The Adventure Begins (1987) ※声の吹替
- ジグソー殺人事件／へび肌の女を追え The Jigsaw Murders (1989)
- Heroes Stand Alone (1989)
- Thunderboat Row (1989) ※テレビ映画
- Official Denial (1993) ※テレビ映画
- スター・コマンド Star Command (1996)
- 未来分析者 タイムトラベラー When Time Expires (1997) ※テレビ映画
- サイコ Psycho (1998)
- マルホランド・ドライブ Mulholland Dr. (1999) ※テレビ映画
- エアスピード Free Fall (1999)
- マルホランド・ドライブ Mulholland Dr. (2001)
- 保険調査員フランク25 Frank McKlusky, C.I. (2002)
- ハッピー・フライト View from the Top (2003) ※ノークレジット
- タイニー・ラブ Tiptoes (2003)
- Wake Up, Ron Burgundy: The Lost Movie (2004) ※ビデオ映画
- Unspoken (2006)
- The Pink Conspiracy (2007)

### テレビドラマ
- ブロンコ Bronco (1960, 1962)
- サーフサイド6 Surfside 6 (1960, 1962)
- ハワイアン・アイ Hawaiian Eye (1960, 1961, 1962)
- マーベリック Maverick (1961)
- サンセット77 77 Sunset Strip (1961, 1962)
- シャイアン Cheyenne (1962)
- The Dakotas (1962 - 1963)
- ルート66 Route 66 (1963)
- The Lieutenant (1964)
- コンバット! Combat! (1965)
- 0011ナポレオン・ソロ The Man from U.N.C.L.E. (1967)
- FBIアメリカ連邦警察 The F.B.I. (1968)
- Journey to the Unknown (1969)
- 鬼警部アイアンサイド Ironside (1969)
- 外科医ギャノン Medical Center (1969 - 1976)
- 遥かなる西部 Centennial (1978 - 1979)
- The French Atlantic Affair (1979)
- The Rousters (1983 - 1984)
- ラブ・ボート The Love Boat (1986)
- ジェシカおばさんの事件簿 Murder, She Wrote (1986, 1990, 1991, 1993)
- ハイウェイマン The Highwayman (1988)
- McKenna (1994, 1995)
- Touched by an Angel (1997)
- Dr.マーク・スローン Diagnosis Murder (1997)
- キャロライン in N.Y. Caroline in the City (1997)
- パシフィック通り Pacific Palisades (1997)
- メルローズ・プレイス Melrose Place (1998)
- Love Boat: The Next Wave (1999)
- Manhattan, AZ (2000)
- コールドケース 迷宮事件簿 Cold Case (2006)
- WITHOUT A TRACE/FBI 失踪者を追え! Without a Trace (2007)
- スーパーナチュラル Supernatural (2009)
- アンダーカバー Undercovers (2010, 2012)
- Chemistry (2011)
- キャッスル 〜ミステリー作家は事件がお好き Castle (2012)

### テレビアニメ
- クマゴロー The New Yogi Bear Show (1988)